# Microchorema extensum
Microchorema extensum is een schietmot uit de familie Hydrobiosidae. De soort komt voor in het Neotropisch gebied.